# Partille kommun
Partille kommun är en kommun i Västra Götalands län, i före detta Göteborgs och Bohus län. Centralort är Partille som sedan länge är sammanvuxen med tätorten Göteborg. 
Det är en utpräglad förortskommun i Storgöteborg. Partille kommun består av de fyra geografiska delarna Partille, Sävedalen, Öjersjö och Jonsered. Partille är en geografiskt liten men befolkningsmässigt mellanstor kommun, öster om Göteborg. Kommunen består till 60 procent av skyddad natur.

## Administrativ historik

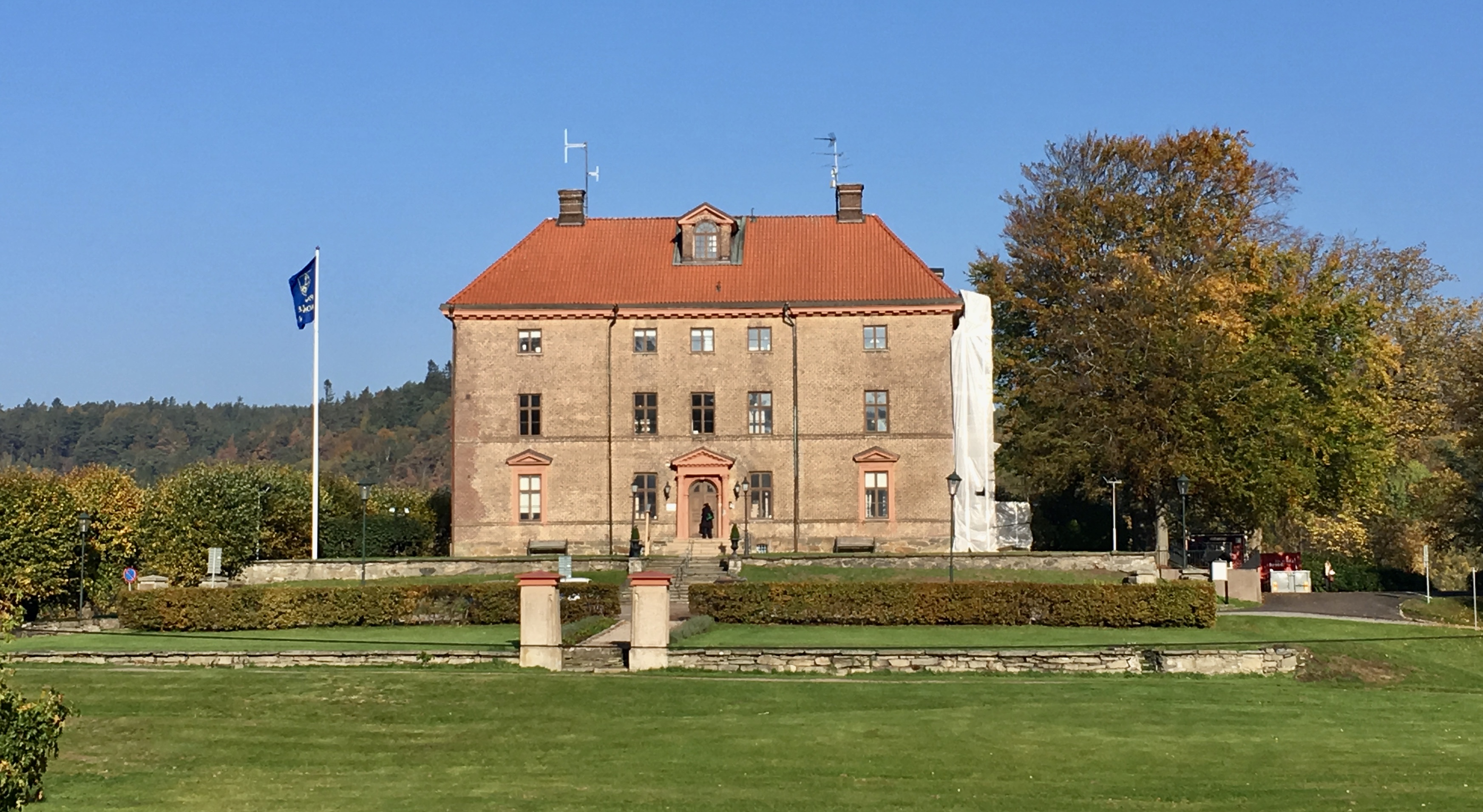
Partille herrgård från 1780–talet, uppförd av släkten af Sandeberg, är numera säte för kommunledningen i Partille kommun. Af Sandebergs vapen ingår i kommunens.

Kommunens område motsvarar Partille socken där Partille landskommun bildades vid kommunreformen 1862. Inom landskommunen fanns mellan 2 april 1931 och 31 december 1954 tre municipalsamhällen: Jonsered, Partille och Sävedalen. Kommunreformen 1952 påverkade inte indelningarna i området.
Partille kommun bildades vid kommunreformen 1971 genom en ombildning av Partille landskommun.  Kommunen ingick från bildandet till 1974 i Sävedals domsaga, från 1974 till 2009 i Mölndals domsaga och kommunen ingår sedan 2009 i Göteborgs domsaga.

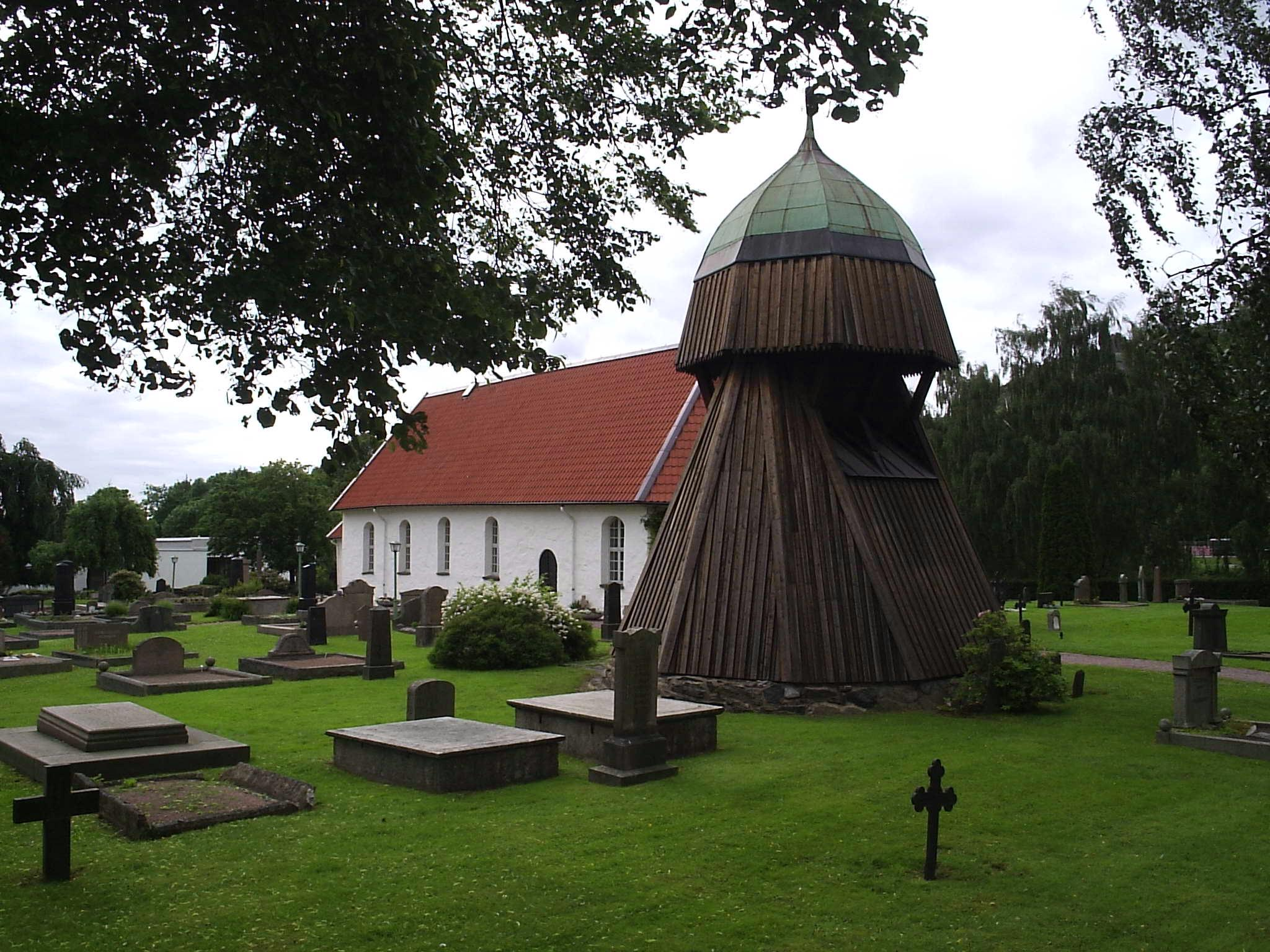
Partille kyrka med den klockstapel som förekommer i kommunvapnet.

## Geografi
Kommunen är belägen i de västra delarna av landskapet Västergötland och gränsar i väster och norr till Göteborgs kommun och i söder till Härryda kommun, båda i före detta Göteborgs och Bohus län, samt i öster till Lerums kommun i före detta Älvsborgs län. Genom kommunen rinner Säveån.

### Topografi och hydrografi
Kommunens centrala delar sträcker sig längs Säveåns dalgång, kantad av bebyggelse och omgiven av branta bergssidor och bördiga sediment. Den högre terrängen präglas av smala sprickdalar med kärr- och myrmarker. På höjderna breder hällmarkstallskog ut sig, ibland insprängd med lövträd, särskilt ek och i mindre utsträckning bokskog.
Nedan presenteras andelen av den totala ytan 2020 i kommunen jämfört med riket.
|  | Bebyggelse (20,9 %) |

|  | Skog (58,5 %) |

|  | Öppen myrmark (2,2 %) |

|  | Jordbruksmark (2,8 %) |

|  | Övrig mark (15,7 %) |

|  | Bebyggelse (3,1 %) |

|  | Skog (68,0 %) |

|  | Öppen myrmark (7,2 %) |

|  | Jordbruksmark (7,4 %) |

|  | Övrig mark (14,3 %) |

### Naturskydd
Knipeflågsbergens naturreservat i sydväst utgör en orörd bergsplatå, genomsatt av sprickor och täckt av naturlig skog.

### Administrativ indelning
Fram till 2016 var kommunen för befolkningsrapportering indelad i tre församlingar: Furulunds församling, Partille församling och Sävedalens församling.

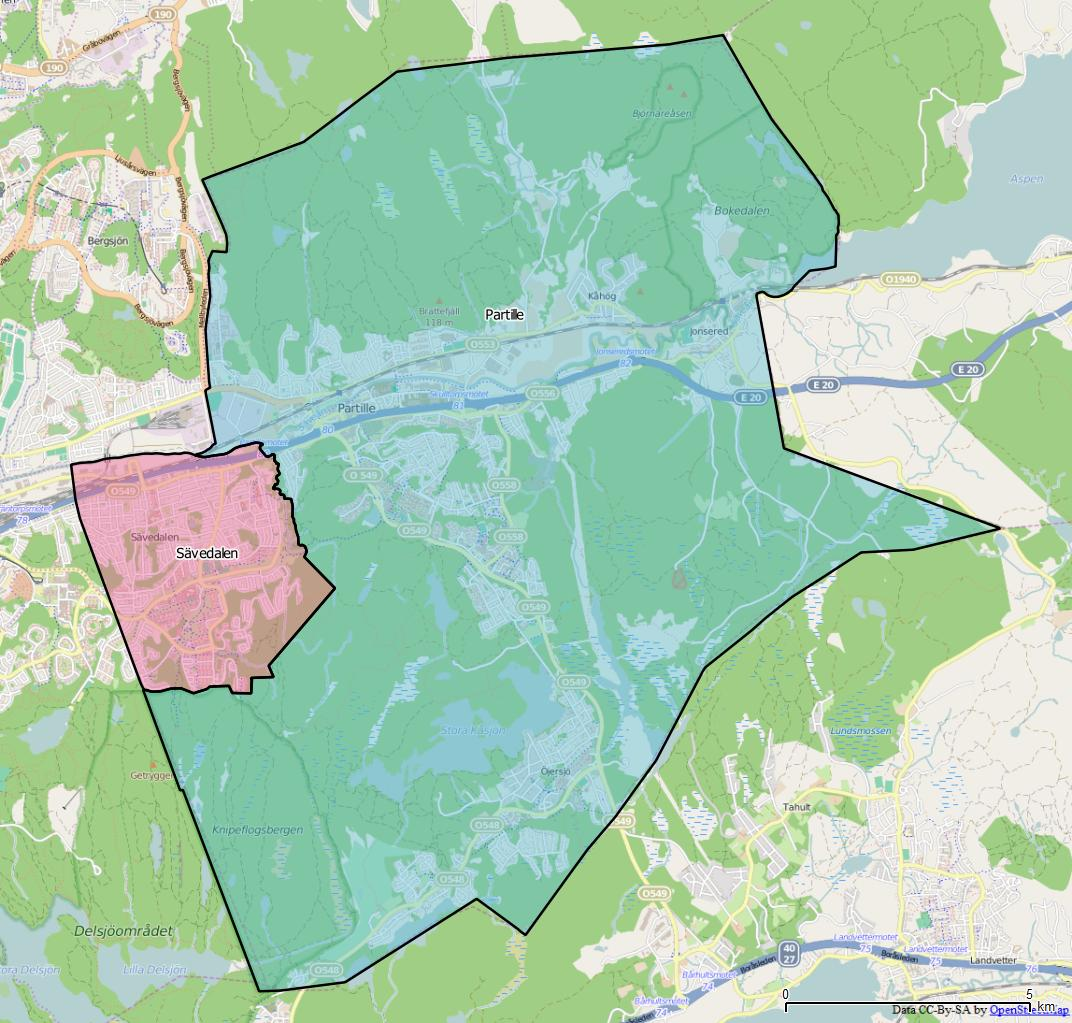
Distrikt inom Partille kommun

Från 2016 indelas kommunen istället i två  distrikt: Partille och Sävedalen.
Partille kommun är en av två kommuner (från och med 2024 tillsammans med Örnsköldsviks kommun) i landet som har faktiskt mindre antalet av distrikt än församlingar. Furulunds församling var utbruten från Partille församling 2015 – sista året med församlingar som befolkningsrapporteringsenheter.

### Tätorter
År 2020 bodde 99,4 procent av kommunens invånare i någon av kommunens tätorter, vilket var högre än motsvarande siffra för riket där genomsnittet var 87,6 procent. Vid Statistiska centralbyråns tätortsavgränsning 2020 fanns det fem tätorter i Partille kommun:
| Tätort     | Befolkning |
| ---------- | ---------- |
| Göteborg * | 32 406     |
| Öjersjö *  | 4 821      |
| Kåhög      | 896        |
| Jonsered * | 872        |
| Mölnlycke  | 280        |

* del av tätorten ligger inom kommunens gränser. Befolkning avser den del som ligger inom kommunen.

## Styre och politik

### Styre
Mandatperioden 2010–2014 styrdes kommunen av Alliansen som tillsammans samlade 27 av 51 mandat i kommunfullmäktige. Samma koalition fortsatte styra även mandatperioden 2014–2018. Denna period i minoritet. Inför valet 2018 gick Alliansen ut med att man hade för avsikt att ssamstyra. I valet tappade både Moderaterna och Liberalerna medan Centerpartiet och Kristdemokraterna gick framåt. Sammantaget innebar det att Alliansen kunde fortsätta styra med samma antal mandat. Allianssamarbetet sprack efter valet 2022. Centerpartiet lämnades utanför den styrande koalitionen och istället valde de återstående borgerliga partierna att ingå en valteknisk samverkan med Sverigedemokraterna.

### Kommunfullmäktige

#### Presidium
| Presidium 2022–2026 | Presidium 2022–2026 | Presidium 2022–2026 |
| ------------------- | ------------------- | ------------------- |
| Ordförande          | M                   | Samuel Kaufman      |
| Vice ordförande     | S                   | Christina Holmqvist |

#### Mandatfördelning 1970–2022
| 3 | 15 | 4 | 14 | 5 |

| 32 | 9 |

| 3 | 15 | 7 | 10 | 6 |

| 29 | 12 |

| 3 | 16 | 7 | 8 | 7 |

| 29 | 12 |

| 3 | 15 | 5 | 8 | 10 |

| 26 | 15 |

| 3 | 16 | 4 | 5 |  | 12 |

| 26 | 15 |

| 4 | 13 |  | 3 | 11 |  | 8 |

| 27 | 14 |

| 3 | 13 | 4 | 3 | 9 |  | 8 |

| 25 | 16 |

| 2 | 12 | 2 | 2 | 3 | 7 | 3 | 10 |

| 25 | 16 |

| 3 | 16 | 3 |  | 2 | 5 | 2 | 9 |

| 26 | 15 |

| 5 | 12 | 3 |  |  | 4 | 6 | 9 |

| 25 | 16 |

| 4 | 13 | 4 |  | 7 | 4 | 8 |

| 21 | 20 |

| 3 | 15 | 4 |  |  | 6 | 4 | 15 |

| 25 | 26 |

| 3 | 13 | 5 |  |  |  | 6 |  | 17 |

| 32 | 19 |

| 4 | 13 | 5 | 5 |  | 5 |  | 15 |

| 27 | 24 |

| 5 | 11 | 4 | 7 | 5 | 3 | 3 | 13 |

| 30 | 21 |

| 4 | 13 | 3 | 7 | 4 | 3 | 3 | 14 |

| 29 | 22 |

### Nämnder

#### Kommunstyrelse
| Presidium 2023–2026 | Presidium 2023–2026 | Presidium 2023–2026 |
| ------------------- | ------------------- | ------------------- |
| Ordförande          | M                   | Marith Hesse        |
| Vice ordförande     | S                   | Thorbjörn Carlsson  |

#### Övriga nämnder
| Nämnder                    | Ordförande | Ordförande               | Vice ordförande | Vice ordförande    | Andre vice ordförande | Andre vice ordförande           |
| -------------------------- | ---------- | ------------------------ | --------------- | ------------------ | --------------------- | ------------------------------- |
| Bygg- och miljönämnden     | M          | Hadar Kronberg           | KD              | Anders Spånér      | S                     | Kerstin Nilsson                 |
| Krisledningsnämnden        | M          | Marith Hesse             | S               | Thorbjörn Carlsson |                       |                                 |
| Kultur- och fritidsnämnden | M          | Björn Hesse              | L               | Erik Edlund        | S                     | Daniel Kristoffersson           |
| Social- och arbetsnämnden  | M          | Adam Algotsson Johnstone | KD              | Anette Nord        | S                     | Marie Raask                     |
| Utbildningsnämnden         | M          | Otto Natt och Dag        | L               | Berat Rushiti      | S                     | Katarina Bosetti Kristoffersson |
| Valnämnden                 | KD         | Inger Willemoth          | S               | Evert Svenningsson |                       |                                 |
| Vård- och omsorgsnämnden   | M          | Mattias Olsson Ruppel    | L               | Kaj Nämvik         | S                     | Bengt Odeholm                   |

Källa:

### Vänorter
Partille kommun hade ett vänortssamarbete med Chrudim, Tjeckien mellan 2001 och 2020.

### Kommunala bolag
Partille kommun bedriver viss verksamhet genom det helägda koncernbolaget Parthaella AB som moderbolag. De helägda bolagen är Partillebo AB (Bostadsbolag), Partille Energi AB och Partille Energi Nät AB; kommunen är dessutom delägare i Gryaab, Grefab och Renova.

#### Parthaella AB
Parthaella AB är moderbolag i Partille kommuns bolagskoncern. Bolaget bildades efter ett beslut i kommunfullmäktige den 6 december 2022 och koncernen började gälla den 1 januari 2023.
Enligt ägardirektiven är Parthaella ett passivt moderbolag som äger och förvaltar aktierna i de helägda kommunala bolagen  Partillebo AB, Partille Energi AB och Partille Energi Nät AB. Kommunfullmäktige utser ordförande och vice ordförande i bolagets styrelse enligt bolagsordningen.

## Ekonomi och infrastruktur

### Näringsliv

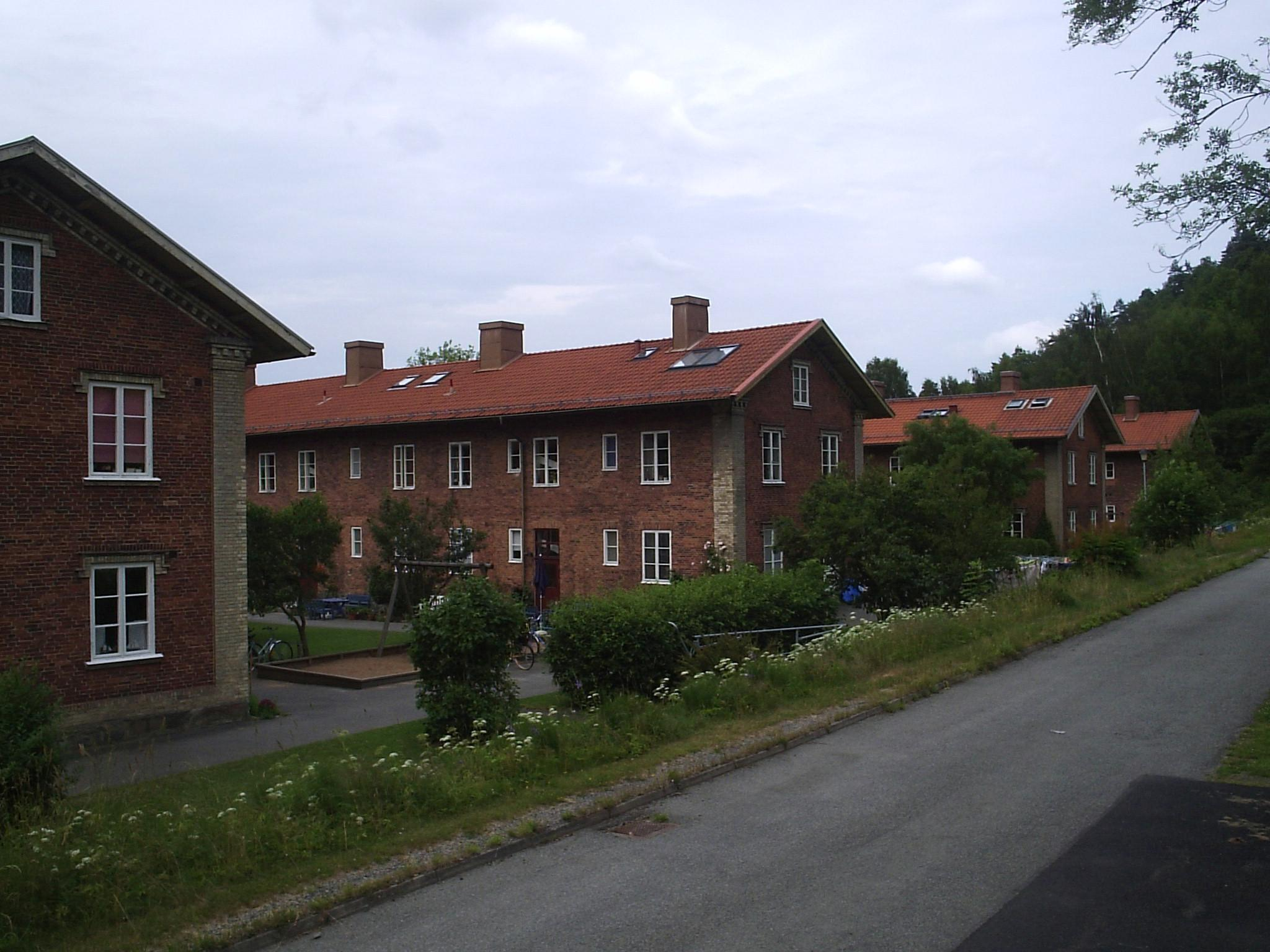
Bruksmiljö i Jonsered.

I Partille finns över 3000 företag fördelade på 400 branscher. Bland de större privata arbetsgivarna finns Triumf Glass, Mastec och Swisslog.
Drygt 75 % av de förvärvsarbetande pendlar ut från kommunen, och den stora merparten av dem in till Göteborg.
Jonsereds fabriker var tidigare en stor arbetsgivare. Tillverkningen i Jonsered lades ned under 1980-talet.
Arbete och pendling 
- De flesta arbetstillfällena i Partille kommun finns inom vård, omsorg, utbildning och handel.
- Det finns över 3 000 företag i Partille kommun.
- Den största arbetsgivaren är Partille kommun.
- Nästan 13 600 invånare lämnar varje dag Partille kommun för att arbeta i en annan kommun.
- Cirka 7 300 personer kommer hit för att arbeta.

### Infrastruktur

#### Transporter

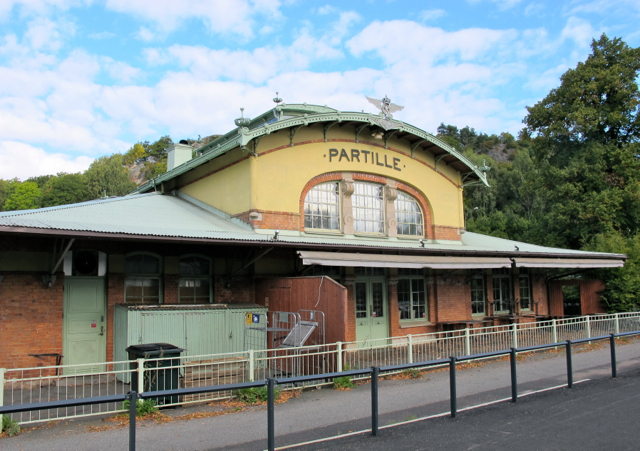
Partille station, ritar av Folke Zettervall år 1901, är ett av kommunens byggnadsminnen.

Genom kommunen löper i öst-västlig riktning E20 och Västra stambanan, på vilken Göteborgs pendeltåg har anhalter vid Partille station och Jonsereds station på väg mot Lerum.

#### Utbildning
I Partille kommun finns en gymnasieskola, en friskola och elva grundskolor.
- Björndammens skola
- Casa Montessori (friskola)
- Furulunds skola
- Jonsereds skola
- Lexby skola
- Lillegårdsskolan
- Oxledsskolan
- Porthälla gymnasium
- Skulltorps skola
- Stadsparksskolan
- Ugglums skola
- Vallhamra skola
- Öjersjö Brunn
- Öjersjö Storegård

## Befolkning

### Demografi

#### Befolkningsutveckling
Kommunen har 41 154 invånare (31 mars 2025), vilket placerar den på 65:e plats avseende folkmängd bland Sveriges kommuner.
| Befolkningsutvecklingen i Partille kommun 1968–2020 | Befolkningsutvecklingen i Partille kommun 1968–2020 | Befolkningsutvecklingen i Partille kommun 1968–2020 | Befolkningsutvecklingen i Partille kommun 1968–2020 | Befolkningsutvecklingen i Partille kommun 1968–2020 |
| --------------------------------------------------- | --------------------------------------------------- | --------------------------------------------------- | --------------------------------------------------- | --------------------------------------------------- |
|                                                     |                                                     |                                                     |                                                     |                                                     |
| År                                                  |                                                     |                                                     | Folkmängd                                           |                                                     |
| 1968                                                | 1968                                                |                                                     | 22 980                                              |                                                     |
| 1970                                                | 1970                                                |                                                     | 24 588                                              |                                                     |
| 1975                                                | 1975                                                |                                                     | 27 151                                              |                                                     |
| 1980                                                | 1980                                                |                                                     | 27 172                                              |                                                     |
| 1985                                                | 1985                                                |                                                     | 29 232                                              |                                                     |
| 1990                                                | 1990                                                |                                                     | 30 420                                              |                                                     |
| 1995                                                | 1995                                                |                                                     | 32 206                                              |                                                     |
| 2000                                                | 2000                                                |                                                     | 33 124                                              |                                                     |
| 2005                                                | 2005                                                |                                                     | 33 543                                              |                                                     |
| 2010                                                | 2010                                                |                                                     | 35 084                                              |                                                     |
| 2015                                                | 2015                                                |                                                     | 36 977                                              |                                                     |
| 2020                                                | 2020                                                |                                                     | 39 512                                              |                                                     |

## Kultur

### Kommunvapen
Blasonering: Sköld, delad av blått och guld, visande i övre fältet en klockstapel av guld och i nedre fältet ett uppskjutande blått berg mellan två blå musslor med låset nedåt.
Vapnet fastställdes för Partille landskommun av Kungl Maj:t 1963 och registrerades hos PRV för kommunen enligt den nya lagstiftningen 1974.
Klockstapeln i det övre fältet föreställer stapeln strax intill Partille kyrka. Det nedre fältets utformning härstammar från det heraldiska vapen tillhörande adelsätten af Sandeberg; ättens sätesgård är Partille Herrgård.
I Partille kommuns vapen finns tre associationer till släkten af Sandeberg.
- Färgerna, som har bestämts av att släkten af Sandebergs vapen har ett blått berg i fält av guld.
- Berget som syftar på slutleden "berg" i af Sandeberg.
- De två musslorna, som av heraldiska skäl har gjorts blå istället för silver, då silver inte får placeras på guld enligt dessa regler.

I samband med tillkomsten av Partille kommuns vapen 1961-63 tillfrågades styrelsen för af Sandebergska släktföreningen om dessa lån. Den förklarade sig inte ha något att erinra mot anspelningen på släktvapnet.